# Mandarin lanyin
 (novembre 2013).
Si vous disposez d'ouvrages ou d'articles de référence ou si vous connaissez des sites web de qualité traitant du thème abordé ici, merci de compléter l'article en donnant les références utiles à sa vérifiabilité et en les liant à la section « Notes et références ».

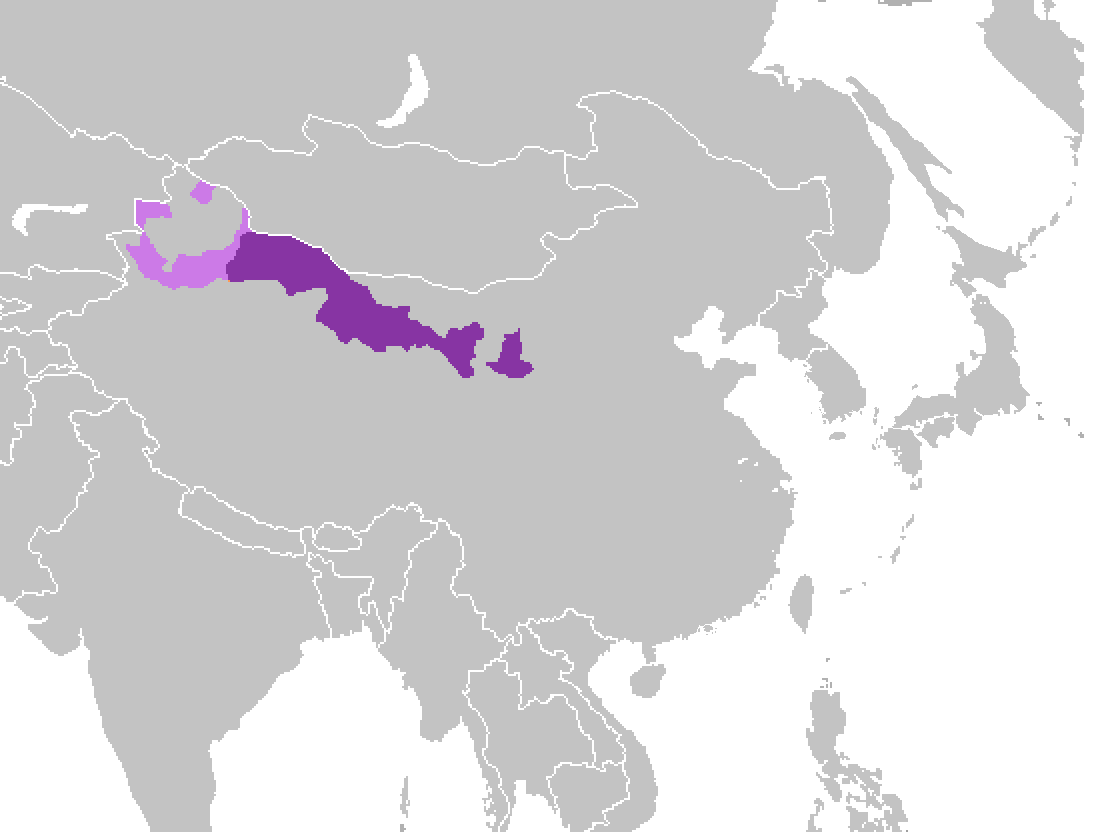

Le mandarin lanyin (兰银官话 lányín guānhuà) est un dialecte du mandarin parlé au nord-ouest de la Chine continentale, dans la province de Gansu (qui a pour capitale Lanzhou) et dans la région autonome de Ningxia (qui a pour capitale Yinchuan), ainsi qu'au Xinjiang septentrional. Il est parfois écrit en alphabet arabe (voir l'article Xiao'erjing), tout comme le mandarin zhongyuan.